# Berliet VSF
Unter der Typenbezeichnung Berliet VSF wurden vom französischen Kraftfahrzeughersteller Berliet in Lyon ab 1937 leichte Lkw gebaut.

## Technik und Geschichte
Von seinem Vorgänger Berliet VSE unterschied sich das Fahrzeug äußerlich dadurch, dass seine Räder mit 6 Schrauben (statt 8 beim Berliet VSE) an den Bremstrommeln befestigt waren.

### Berliet VSFD
Die erste Variante des Grundtyps war der Berliet VSFD, er erhielt seine allgemeine Betriebserlaubnis am 8. Juli 1937. Er hatte einen wassergekühlten Vierzylinder-Ottomotor des Typs MKR (Bohrung × Hub 80 × 120 mm, 2413 cm³ Hubraum, 12 Steuer-PS, effektive Leistung bei 3000/min. nicht angegeben). Der Radstand maß 4,00, die Länge, 5,545 m, die Breite 1,83 m. Das Leergewicht des bloßen Chassis betrug 1330, das höchstzulässige Gesamtgewicht 4100 kg. Die Nutzlast ist nicht angegeben, lässt sich aber auf 1,5 bis 2 Tonnen schätzen. Das Fahrzeug ging 1938 in Produktion.

### Berliet VSFCODE
Eine weitere Variante war der Berliet VSFCODE, er erhielt seine allgemeine Betriebserlaubnis am 5. August 1938. Auch er hatte den wassergekühlten Vierzylinder-Ottomotor des Typs MKR. Der Radstand war auf 3,365, die Länge, 4,895 m verkürzt, die Breite blieb bei 1,83 m. Das Leergewicht des bloßen Chassis sank auf 1280, das höchstzulässige Gesamtgewicht auf 3900 kg. Dieser Typ scheint nicht in Serie gebaut worden zu sein, es fehlen jegliche reservierte Chassisnummern, in der Produktionsstatistik taucht das Fahrzeug nicht auf.

### Berliet VSF
Am 14. Januar 1938 erhielt der Berliet VSF (2. Serie) seine allgemeine Betriebserlaubnis. Auch er hatte den wassergekühlten Vierzylinder-Ottomotor, jetzt des Typs MKR2: Dessen Hub war aus steuerlichen Gründen um 0,3 mm verringert worden, infolgedessen jetzt nur noch 2407 cm³ Hubraum. Die effektive Leistung dieses Motors wird mit 50 PS bei 3000/min. angegeben. Zu Radstand, Länge und Breite, Leergewicht und höchstzulässigem Gesamtgewicht fehlen die Angaben, die Nutzlast wird mit 1,5 to angegeben. Ein Exemplar dieses Typs steht heute im Conservatoire in Le Montellier.

### Berliet VSFN
Der Berliet VSFN erhielt seine allgemeine Betriebserlaubnis am 16. September 1938. hatte den gleichen Motor des Typs MKR2 wie der Berliet VSF. Radstand und Breite entsprachen mit 3,365 bzw. 1,83 m den Maßen des Berliet VSFCODE, mit 4,995 m war er etwas länger. Das Leergewicht des bloßen Chassis wird mit 1370, das höchstzulässige Gesamtgewicht mit 4400 kg benannt, die Nutzlast mit 1,8 Tonnen. Beim Militär lief das Fahrzeug allerdings als 1,5-Tonner.
Einige Berliet VSFN wurden 1940 im Frankreichfeldzug von der Wehrmacht erbeutet und dort weiterverwendet.

### Berliet VSFE und VSFEG
Der Berliet VSFE war ein Prototyp eines leichten LKW mit 2 Tonnen Nutzlast aus dem Jahr 1942: Wassergekühlter Vierzylinder-Ottomotor des Typs MKO2 (Bohrung × Hub 100 × 135 mm, Hubraum 4241 cm³, 20 Steuer-CV, effektive Leistung bei 2000/min nicht genannt). Der Radstand maß 3,78, die Länge 5,65 m. Das Leergewicht des bloßen Chassis wird mit 1600, das höchstzulässige Gesamtgewicht mit 5500 kg genannt.
Der Berliet VSFEG war ein Prototyp aus dem Jahr 1944 mit Vierzylinder-Holzgasmotor des Typs MKO2G (Bohrung × Hub 100 × 135 mm, Hubraum 4241 cm³, 14 Steuer-CV, effektive Leistung bei 2000/min nicht genannt). Der Radstand maß 4,325, die Länge 6,18 m. Das Leergewicht des bloßen Chassis wird mit 2000, das höchstzulässige Gesamtgewicht mit 5500 kg genannt.

### Stückzahlen
Nach der Zusammenstellung des Hauses Berliet wurden 221 Berliet VSF (ohne nähere Variantenbezeichnung) im Jahr 1938 hergestellt, dies mögen solche der Variante VSFD gewesen sein.
Nach der gleichen Zusammenstellung wurden von der Variante VSFN zusammen 275 Stück im Jahr 1938, 1010 Stück 1939 und 28 Stück im Jahr 1940, insgesamt also 1313 Exemplare hergestellt. Ausweislich einer Info-Tafel vor dem Berliet VSF im Conservatoire in Le Montellier waren es 1284 für die zivile Wirtschaft in den Jahren 1938 und 1939, eine also für 1938 und 1939 nur um 1 Stück differierende Zahl.
Daneben werden im Conservatoire 966 an das Militär gelieferte Berliet VSF (vermutlich der Variante VSFN) genannt, von diesen wurden 300 im Dezember 1939, 100 im Januar und einer im April 1940 geliefert, die restlichen 565 Stück müssen also vor dem 3. September 1939 an das französische Militär geliefert worden sein.
Demnach wären also insgesamt gebaut worden: 221 VSFD + 1313 zivile VSFN + 965 militärische VSFN = 2509 Stück aller Varianten des Typs Berliet VSF zusammen.

### Originalquellen
Eine Publikation, in der alle vor 1945 gebauten Berliet-Typen individuell abgehandelt wären, gibt es nicht. Neben der unten erwähnten Literatur wurde auf folgende in der Fondation Berliet verwahrte Originalunterlagen zurückgegriffen:
- "Fiches des Mines": Es handelt sich um die Unterlagen zur Erteilung einer allgemeinen Betriebserlaubnis, hierfür ist in Frankreich der "Inspecteur des mines" sachlich zuständig. Diese Unterlagen sind chronologisch geordnet und nummeriert. Nicht zu jedem Typ bzw. Variante gibt es entsprechende Unterlagen, teils, weil sie wohl als Untervarianten eines Typs verstanden wurden, für den eine gesonderte Erlaubnis nicht erforderlich war, teils wohl, weil diese Unterlagen im Laufe der letzten 100 Jahre verlorengegangen sind. Bei Militärtypen gibt es Hinweise, dass eine Betriebserlaubnis direkt durch militärische Dienststellen erfolgte, was entsprechende "fiches des mines" überflüssig machte. Die Quellenbezeichnung lautet: "Fiches No...."
- "Etat des véhicules utilitaires et autobus declares aux mines depuis 1920", eine 15-seitige Zusammenstellung vom 1. Dezember 1941, enthält insbesondere die reservierten Chassisnummernbänder, die jedoch vielfach nicht vollständig ausgeschöpft wurden, einige Typen bzw. Varianten werden nicht erwähnt, Quellenbezeichnung lautet: "Etat S..."
- "Nombre de véhicules construits de 1930 à 1942", siebenseitige Zusammenstellung der zwischen 1930 und 1942 gebauten Stückzahlen an Nutzfahrzeugen, erstellt wohl 1943, erste Seite teilweise irreparabel verderbt, teilweise werden mehrere Typen bzw. Varianten zusammengefasst, Quellenbezeichnung lautet: "Nombre S...."

### Sonstige Literatur
- Monique Chapelle: Berliet. 1. Auflage. EMCE, Saint-Chamond 2016, ISBN 978-2-35740-049-8.
- Jean François Colombet: Berliet 1945–1950, les artisans de la renommée, charhge utile hors-serie No.1. 1. Auflage. histoire&collections, Paris 1995.
- François Vauvillier: Tous les Berliet militaires 1914–1940, vol.1: les camions. histoire&collections, Paris 2019, ISBN 978-2-35250-496-2.